# Stazione di Saronno
Stazione di Saronno vasútállomás Olaszországban, Lombardia régióban, Saronno településen.

## Vasútvonalak
Az állomást az alábbi vasútvonalak érintik:
- Milánó–Saronno-vasútvonal
- Como–Saronno-vasútvonal
- Saronno–Novara-vasútvonal
- Novara-Seregno-vasútvonal
- Saronno-Laveno-vasútvonal

## Kapcsolódó állomások
A vasútállomáshoz az alábbi állomások vannak a legközelebb:
- Stazione di Saronno Sud (Stazione di Milano Cadorna, Milánó–Saronno-vasútvonal)
- Stazione di Rescaldina (Stazione di Novara Nord, Saronno–Novara-vasútvonal)
- Stazione di Gerenzano-Turate (Stazione di Laveno Mombello Nord, Saronno-Laveno-vasútvonal)
- Stazione di Rovello Porro (Stazione di Como Lago, Como–Saronno-vasútvonal)
- Stazione di Saronno Sud (Stazione di Seregno, Novara-Seregno-vasútvonal)